# Travel TV
„Травъл ТВ“ e първият български телевизионен канал, посветен на туризма, световната култура и на пътешествията.
Собственост е на ТВ компанията „Глобус Медия Груп“. Телевизията е в ефир от 1 септември 2005 г. Сред популярните предавания на телевизията са „Травъл Експрес“, „Пътешественици с камера“ и „БГ: Искам да съм там“. Излъча също и чуждестранни документални формати.
Сред създателите на телевизията са професор Йоаким Нерн от Мюнхен, Германия, Виктор Димчев, Павел Павлов, Ирена Василева и Минка Иванова. Изпълнителен директор на медията от юли 2009 е Румен Димитров – известен български актьор, бивш директор на Държавния пътуващ театър и зам. министър на културата в периода 2003 – 2004 г.
Травъл ТВ активно участва в създаването на продуктите за национална реклама на България. Филми и клипове на телевизията са излъчвани в почти всички български ТВ канали, както и в международни телевизии като Euronews, CNN, ОРТ и други.
От 1 юни 2009 г. каналът започва излъчването на първата българска телевизия, излъчваща изцяло на fullHD – Travel HD. Oт 1 септември 2011 г. стартира и втори канал – Community TV, които съществува под името This is Bulgaria (канал за общностите, етносите и култура). Вторият канал също излъчва и своя версия с по-високо качество – This is Bulgaria HD.

## Проект „Това е България“
През 2010 телевизията започва изготвянето на най-големия български видеокаталог – „Това е България“, който трябва да включва 12 тематични филма с обща продължителност близо 6 часа и 90-мин. документален филм, посветен изцяло на България.
Проектът се реализира под патронажа на ЮНЕСКО и с подкрепата на Министерство на културата, Министерство на външните работи, Министерство на образованието, огромен брой общини, неправителствени организации, както и редица частни фирми.
Проектът е завършен в началото на януари 2013 г. Документалната поредица е първата, посветена изцяло на България. Тя е първата в страната, тиражирана на Blu-ray дискове.
Работата по продължението на поредицата започва през 2020 г.